# 1975-ös kupagyőztesek Európa-kupája-döntő
Az 1975-ös kupagyőztesek Európa-kupája-döntő a 15. KEK-döntő volt. A trófeáért a szovjet Gyinamo Kijev, és az 1965-ben VVK-győztes, Ferencváros mérkőzött a bázeli St. Jakob-Stadionban. Magyar csapat 1964 után másodszor szerepelt KEK-döntőben. A mérkőzést 3–0-ra a Gyinamo Kijev nyerte.
A Gyinamo Kijev részt vehetett az 1975-ös UEFA-szuperkupa döntőjében, amit meg is nyert.

## A mérkőzés
| 1975. május 14. 20:15 |

| Gyinamo Kijev                           | 3–0   | Ferencvárosi TC |
| --------------------------------------- | ----- | --------------- |
| Volodimir Oniscsenko 18' 39' Blohin 67' | (2–0) |                 |

| St. Jakob-Stadion, Bázel Nézőszám: 10 897 Játékvezető: Robert Davidson (skót) |

| GYINAMO KIJEV:       |    |                      |
|                      |    |                      |
| GK                   | 1  | Jevgenyij Rudakov    |
| DF                   | 6  | Volodomir Troskin    |
| DF                   | 3  | Viktor Matvijenko    |
| DF                   | 5  | Reskó István         |
| DF                   | 4  | Mihajlo Fomenko      |
| MF                   | 7  | Volodimir Muntyan    |
| MF                   | 2  | Anatolij Konykov     |
| MF                   | 10 | Leonyid Burjak       |
| MF                   | 9  | Viktor Kolotov       |
| FW                   | 8  | Volodimir Oniscsenko |
| FW                   | 11 | Oleh Blohin          |
| Vezetőedző:          |    |                      |
| Valerij Lobanovszkij |    |                      |

| FERENCVÁROSI TC: |   |                |  |     |
|                  |   |                |  |     |
| GK               | 1 | Géczi István   |  |     |
| DF               |   | Martos Győző   |  |     |
| DF               |   | Megyesi István |  |     |
| DF               |   | Pataki Miklós  |  |     |
| DF               |   | Rab Tibor      |  |     |
| MF               |   | Nyilasi Tibor  |  | 60' |
| MF               |   | Juhász István  |  |     |
| MF               |   | Mucha József   |  |     |
| MF               |   | Szabó Ferenc   |  |     |
| FW               |   | Máté János     |  |     |
| FW               |   | Magyar István  |  |     |
| Cserék:          |   |                |  |     |
| FW               |   | Onhausz Tibor  |  | 60' |
| Vezetőedző:      |   |                |  |     |
| Dalnoki Jenő     |   |                |  |     |

| Az 1974–1975-ös kupagyőztesek Európa-kupája győztese |
| ---------------------------------------------------- |
| Gyinamo Kijev 1. cím                                 |